# Phaenocarpa collorufa
Phaenocarpa collorufa är en stekelart som beskrevs av Fischer 1974. Phaenocarpa collorufa ingår i släktet Phaenocarpa och familjen bracksteklar. Inga underarter finns listade i Catalogue of Life.